# Саврасов, Джемс Ильич
Дже́мс Ильи́ч Савра́сов (5 января 1931, Северный край, СССР — 18 ноября 2008, Иркутск, Иркутская область, Россия) — советский и российский геофизик, кандидат геолого-минералогических наук, заслуженный геолог Якутии.

## Биография
Джемс Ильич Саврасов родился 5 января 1931 года на севере Вологодской области в деревне Выселки, в трудовой семье советских колхозников. Отец, Илья Федорович 1901 года рождения, работал секретарём сельского Совета. Погиб на фронте Великой Отечественной Войны в 1942 году. Мать, Павла Петровна 1903 года рождения, трудилась на колхозных полях. Умерла в 1984 году.
В 1948 году окончил с отличием десятилетнюю школу в районном центре, в городе Вельске. В 1953 году окончил Ленинградский горный институт.
В 1954 году распределён на работу в трест «Алтайцветметразведка» (г. Усть-Каменогорск), где два года в качестве начальника геофизического отряда вёл производственные работы на поисках полиметаллических руд.
В июле 1956 года принят инженером-геофизиком в Амакинскую геологоразведочную экспедицию, базирующуюся в посёлке Нюрба Якутской АССР. В 1956-1960 годах в качестве технического руководителя и начальника геофизической партии проводил магнитные съёмки по поискам алмазных месторождений на территории, прилегающей к алмазной кимберлитовой трубке «Мир».
В феврале 1960 года назначается начальником геофизической лаборатории Амакинской экспедиции, задачей которой являлось изучение физических свойств (магнитности, плотности, радиоактивности, электропроводности, упругих свойств) кимберлитов и всех других вмещающих и окружающих их горных пород.
В марте 1968 года переводится в Ботуобинскую геологоразведочную экспедицию, в городе Мирном, где становится начальником партии физических свойств, строит новую геофизическую лабораторию.
В 1974 году переходит на работу во вновь организованную в городе Мирном научно-исследовательскую организацию — в Алмазную лабораторию Центрального научно-исследовательского геологоразведочного института, где заведывал сектором геофизики.
В 1982 году переходит на работу в Мирнинскую геологоразведочную экспедицию, где назначается начальником тематической партии. Темой его исследований продолжало оставаться изучение физико-геологического строения кимберлитовых тел. В 1993 году  Д. И.Саврасов назначается начальником музейного отряда Мирнинской ГРЭ АК «Алмазы России-Саха». В музее собираются все коллекции геологических организаций города, значительную часть каменного материала вносит геофизическая лаборатория Д. И. Саврасова.

## Научная деятельность
В 1969 году защитил диссертацию «Магнетизм кимберлитов Якутии» на соискание учёной степени кандидата геолого-минералогических наук.
Саврасовым Д. И. опубликовано более 50 научных статей и докладов на научных конференциях и семинарах по алмазной тематике.
Увлекался коллекционированием горных пород и минералов. Создал в городе Мирном уникальный музей — Музей кимберлитов, директором которого являлся.

### Публикации
Книги
- Саврасов Д. И. Мои алмазные радости и тревоги. — СПб.: ВСЕГЕИ, 2011. — 311 с. — ISBN 978-5-93761-168-0.
- Саврасов Д. И. Года далёкие…. — Новосибирск: Сибтехнорезерв, 2003. — 388 с.

Статьи
- Kravchinsky V. A., Konstantinov K. M., Courtillot V., Savrasov J. I., Valet J.-P., Cherniy S. D., Mishenin S. G., Parasotka B. S. Palaeomagnetism of East Siberian traps and kimberlites: two new poles and palaeogeographic reconstructions at about 360 and 250 Ma (англ.) // Geophysical Journal International. — 2002. — Vol. 148, no. 1. — P. 1—33. — ISSN 0956-540X. — doi:10.1046/j.0956-540x.2001.01548.x.
- Илупин И. П., Ефимова Э. С., Соболев Н. В., Усова Л. В., Саврасов Д. И., Харькив А. Д. Включения в алмазе из алмазоносного дунита // Доклады Академии наук СССР. — 1982. — Т. 264, № 2. — С. 454—456.
- Саврасов Д. И. Палеомагнитные исследования на кристаллических породах Анабарского щита // Геология и геофизика. — 1990. — Т. 31, № 1. — С. 94—104.
- Саврасов Д. И. Некоторые сведения о физических свойствах кимберлитов // Геология и геофизика. — 1962. — Т. 3, № 12. — С. 79—86.
- Саврасов Д. И. Некоторые сведения об эффективности применения методов магниторазведки при поисках коренных месторождений алмазов // Геология и геофизика. — 1962. — Т. 3, № 8. — С. 96—103.
- Бондаренко А. Т., Саврасов Д. И. Об электропроводности эклогитов и кимберлитов трубок Якутии при высоких температурах в связи с вопросами строения верхней мантии // Геология и геофизика. — 1969. — Т. 10, № 5. — С. 72—80.
- Харькив А. Д., Никишов К. Н., Сафронов А. Ф., Саврасов Д. И. Амфиболизированные ксенолиты глубинных пород из кимберлитовой трубки «Обнажённая» и вопросы их генезиса // Доклады Академии наук СССР. — 1982. — Т. 262, № 5. — С. 1226—1230.
- Саврасов Д. И. Оценка вероятности обнаружения аномалий геофизическими съемками // Геология и геофизика. — 1965. — Т. 6, № 4. — С. 134—137.
- Саврасов Д. И., Илупин И. П. Применение магниторазведки для картирования различных типов кимберлита в трубках сложного строения // Геология и геофизика. — 1963. — Т. 4, № 8. — С. 96—100.
- Savrasov D. I. Museum of kimberlites of Yakutia (англ.) // Geologica Balcanica. — 1998. — Vol. 28, no. 3—4. — P. 125—128. — ISSN 0324-0894. — doi:10.52321/GeolBalc.28.3-4.125.

## Награды и премии
- Награждён медалью ордена «За заслуги перед Отечеством» II степени (1995)[2].
- Заслуженный геолог Республики Саха (Якутия) (1999).
- Награждён знаком «За заслуги перед городом Мирным» (2007)[3].

## Память
- 30 марта 2009 года Музею кимберлитов в городе Мирном присвоено имя Саврасова Джемса Ильича.

- На дом № 16 по улице Ленина в городе Мирный установлена мемориальная доска Саврасову Д. И.[4]